# Quando gli angeli piangono
Quando gli angeli piangono è un film del 1958 diretto da Marino Girolami.

## Trama
Reduce dalla Russia, Piero apprende che Marta, la sua fidanzata, credendo che egli sia morto combattendo, ha sposato Gino Valli.
Un tenore avviato al successo. Piero si propone di non pensare più all'ex fidanzata e di fare il possibile per dimenticarla. Anche Marta è risoluta a non venir meno ai propri doveri di moglie; ma quando si persuade che le è impossibile di non pensare a Piero, decide di abbandonare Gino e gli scrive una lettera, mancandole il coraggio di affrontare verbalmente la questione. 

Aurelio Fierro e Sylva Koscina in una scena

Alla stazione Marta apprende la notizia del crollo del teatro dove suo marito stava cantando: i giornali annunciano che Gino ha riportato gravi ferite. Marta decide di ritornare immediatamente; quand'ella giunge al suo capezzale, Gino non ha ancora ripreso conoscenza. La lettera, che Marta aveva lasciato per il marito, è stata presa dal di lei giovane fratello, Ennio, il quale afferma di averla distrutta. Marta decide di rinunciare completamente a Piero, per rimanere accanto al marito che ha perduto la vista; ma, un amico del fratello, essendo entrato in possesso della lettera compromettente, ricatta la donna. Disperata, ella telefona a Piero chiedendo il suo aiuto. 
Un malore, apparentemente passeggero, che coglie Gino mentre sta incidendo una canzone, ha fatto sì che nessuno abbia pensato a chiudere il registratore in cui resta incisa la telefonata di Marta a Piero. Ascoltando la canzone incisa prima dell'attacco, che lo ha interrotto, Gino sente le parole concitate della moglie. Insospettito, si fa condurre Ennio e lo costringe a rivelare tutta la verità. Chiarita la situazione, Gino inizia una lunga tournée all'estero, ma il suo fisico è profondamente scosso ed egli muore nel corso del suo giro artistico.

## Accoglienza

### Incassi
Il film incassò al botteghino 188.500.000 lire.

### Critica
(Segnalazioni Cinematografiche, vol. XLIV, 1958)